# Hydroptila isabellae
Hydroptila isabellae is een schietmot uit de familie Hydroptilidae. De soort komt voor in het Afrotropisch gebied.